# I cosacchi dello Zaporož'e scrivono una lettera al sultano di Turchia
I cosacchi dello Zaporož'e scrivono una lettera al sultano Mehmed IV di Turchia (anche conosciuto come: La risposta dei cosacchi dello Zaporož'e al sultano Mehmed IV di Turchia, «Запорожцы пишут письмо турецкому султану», titolo comune in russo, «Запорожцы» il titolo dell'autore) è un dipinto del pittore russo Il'ja Repin.
La tela, larga 3,58 m e alta 2,03 m, fu iniziata nel 1880 e terminata non prima del 1891. L'imperatore russo Alessandro III comprò il dipinto per 35.000 rubli, all'epoca la più grande cifra mai spesa per un dipinto russo; da allora si trova esposto al Museo russo, a San Pietroburgo.

## Contesto
L'opera di Repin illustra un momento storico, ambientato nel 1676 durante la guerra russo-turca, accreditando la leggenda secondo la quale i cosacchi avrebbero redatto una colorita risposta ad una lettera precedentemente inviata loro dal sultano dell'Impero ottomano, Mehmed IV.
I cosacchi dell'armata dello Zaporož'e (da za porogami, "oltre le rapide"), abitanti delle terre attraversate dal fiume Dnepr nell'odierna Ucraina meridionale, avevano sconfitto le forze dei turchi ottomani in battaglia. Nonostante ciò, il sultano aveva espressamente richiesto loro di sottomettersi al suo impero. I cosacchi, guidati da Ivan Sirko, risposero a loro modo: scrissero un manifesto, ricalcando lo stile ampolloso della richiesta del sultano, ma riempiendolo di volgarità e insulti. Il dipinto coglie il divertimento dei cosacchi mentre inventano insulti da inserire nello scritto.
Al tempo di Repin, i cosacchi godevano di particolare simpatia tra la gente. Repin stesso li ammirava: "Ciò che Gogol' ha scritto su di loro è vero, sono un grande popolo! Nessun altro al mondo possiede valori così radicati di libertà, uguaglianza e fraternità".

## La lettera di Mehmed IV
(Il sultano Turco Mehmed IV)

## La risposta dei cosacchi dello Zaporož'e
Stando alla leggenda, la risposta fu un concentrato di volgarità e rime offensive, che parodiavano i titoli del sultano:
Tu, diavolo turco, maledetto compare e fratello del demonio, servitore di Lucifero stesso. Quale straordinario cavaliere sei, tu che non riesci ad uccidere un riccio col tuo culo nudo? Il diavolo caca e il tuo esercito ingrassa. Non avrai, figlio d'una cagna, dei cristiani sotto di te, non temiamo il tuo esercito e per terra e per mare continueremo a darti battaglia, sia maledetta tua madre.
Tu cuoco di Babilonia, carrettiere di Macedonia, birraio di Gerusalemme, fottitore di capre di Alessandria, porcaro di Alto e Basso Egitto, maiale d'Armenia, ladro infame della Podolia, "amato" tartaro, boia di Kam"janec' idiota del mondo e dell'altro mondo, nipote del Serpente e piaga nel nostro cazzo. Muso di porco, deretano di giumenta, cane di un macellaio, fronte non battezzata, scopati tua madre!
Ecco come gli Zaporozi ti hanno risposto, essere infimo: non comanderai neanche i maiali di un cristiano. Così concludiamo, visto che non conosciamo la data e non possediamo calendario, il mese è in cielo, l'anno sta scritto sui libri e il giorno è lo stesso da noi come da voi. Puoi baciarci il culo!»
(Il koševoj ataman Ivan Sirko, con l'intera armata dello Zaporož'e)

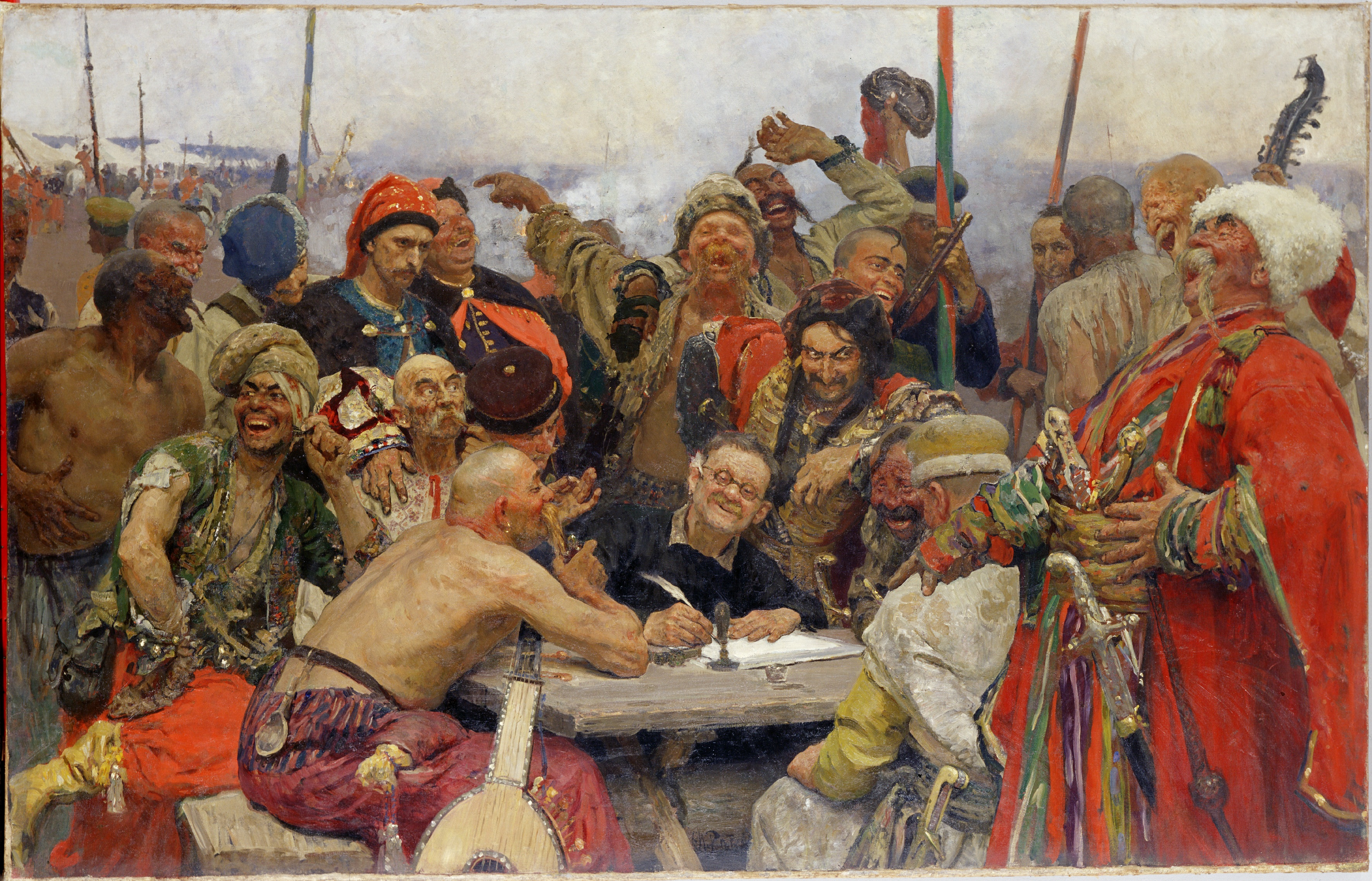
Una seconda versione del quadro che si trova nel Museo d'arte di Charkiv in Ucraina

## Una seconda versione a Charkiv in Ucraina
Non avendo completato la versione principale, Repin nel 1889 iniziò a lavorare su una seconda, un lavoro che non ha mai finito. Questo dipinto è leggermente più piccolo rispetto alla versione originale. Nel secondo tentativo di Cosacchi di Zaporižžja, l'artista cercò di renderlo "storicamente più accurato", ma chiaramente rimase insoddisfatto del risultato e lo abbandonò a metà strada. Attualmente è conservato nel museo d'arte di Charkiv.